# Заповедники Крыма
| № п.п. | Название заповедного объекта                | Площадь, га         | Местонахождение             | Предприятие, учреждение, организация, в ведении которого находится объект | Название органа, номер и дата решения о создании заповедного объекта |
| ------ | ------------------------------------------- | ------------------- | --------------------------- | ------------------------------------------------------------------------- | -------------------------------------------------------------------- |
| I      | Крымский природный заповедник               | 44175, 0            | г. Алушта                   |                                                                           | Пост. СМ УССР от 29.06.91 г. № 64                                    |
| II     | Ялтинский горно-лесной природный заповедник | 14521               | г. Ялта                     | ГЛХО Крымлес                                                              | Пост. СМ УССР от 20.02.73 г. № 84                                    |
| III    | Природный заповедник Мыс Мартьян            | 240, 0              | г. Ялта, пгт. Никита        |                                                                           | Пост. СМ УССР от 20.02.73 г.№ 84                                     |
| IV     | Карадагский природный заповедник            | 2855, 1             | г. Феодосия, пгт. Курортное |                                                                           | Пост. СМ УССР от 9.08.79 г. № 386                                    |
| V      | Казантипский природный заповедник           | 450, 1              | РК, Ленинский р-н           |                                                                           | Указ Президента Украины от 12.05.98 г. № 458/98                      |
| VI     | Опукский природный заповедник               | 1592, 3             | РК, Ленинский р-н           |                                                                           | Указ Президента Украины от 12.05.98 г. № 459/98                      |
| VII    | Лебяжьи Острова\|9 612                      | Раздольненский р-он | Минприрода России           |                                                                           |                                                                      |
| Итого: |                                             | 63783, 5            |                             |                                                                           | [ 1 ]                                                                |